# Dokument Nummer 9
Als Dokument Nummer 9 (chinesisch 9號文件 / 9号文件, Pinyin jiǔhào wénjiàn) wird ein internes Strategiepapier der Kommunistischen Partei Chinas bezeichnet, in dem vor westlichen Werten und deren Verbreitung in China gewarnt wird.
Das Dokument wird auch als Document Number Nine oder Document No. 9 bezeichnet. Der Originaltitel lautet Kommuniqué zur aktuellen Situation im Bereich der Ideologie (chinesisch 关于当前意识形态领域情况的通报, Pinyin Guānyú dāngqián yìshí xíngtài lǐngyù qíngkuàng de tōngbào).
Das vertrauliche Dokument wurde intern 2012 veröffentlicht, bevor es 2013 durch einen Leak der chinesischen Journalistin Gao Yu an die weltweite Öffentlichkeit gelangte. Gao Yu wurde daraufhin zu 7 Jahren Haft verurteilt.
Beobachter kommen zu dem Urteil, dass das Dokument die von Präsident Xi Jinping vorgegebene Parteilinie spiegelt, auch wenn dieser nicht unmittelbar als Autor vermerkt ist.

## Inhalt
Das Dokument warnt vor folgenden westlichen Werten, die im Dokument als „Probleme“ bezeichnet werden, und verbietet jede Erwähnung dieser in Erziehung und Bildung:
1. Eine Demokratie nach westlichem Vorbild mit Gewaltenteilung, Mehrparteiensystem, allgemeinen Wahlen und einer unabhängigen Justiz würde den Sozialismus chinesischer Prägung untergraben.
2. Die Verbreitung universeller Werte wie Menschenrechte, Rechtsstaatlichkeit, Freiheit und Demokratie könnten das theoretische Fundament der KP China herausfordern und untergraben.
3. Die Stärkung der Zivilgesellschaft als einem Gegengewicht zum Staat, welche gegenüber diesem die Rechte des Individuums verteidigt, zerstört das Fundament der Partei.
4. Die Verbreitung des Neoliberalismus untergräbt durch Liberalisierung, Privatisierung und Marktprinzip das ökonomische System Chinas.
5. Die westliche Vorstellung des Journalismus, Pressefreiheit und ein freies Internet steht dem chinesischen Prinzip der Parteidisziplin entgegen, das verlangt, dass Medien die Auffassung der Partei kommunizieren.
6. Eine kritische Geschichtsschreibung unterminiert die von der KP festgelegte Interpretation und moralische Bewertung von Ereignissen in der chinesischen Geschichte und der Geschichte der Partei sowie der geschichtlichen Notwendigkeit des chinesischen Sozialismus.
7. Kritik an der Art der Durchführung der Reform- und Öffnungspolitik und dem Sozialismus chinesischer Prägung, welche das chinesische System als „kapitalistischen Sozialismus“ oder „Staatskapitalismus“ bezeichnet, führt zu Verwirrung und hindert den weiteren Fortschritt.